# Vladimir de Semir i Zivojnovic
Vladimir de Semir i Zivojnovic (Barcelona, 1948) és un periodista català, especialitzat en temes científics. Des del 1982 dirigeix els suplements científics i mèdics de La Vanguardia, i des del 1994 és director de l'Observatori de la Comunicació Científica de la Universitat Pompeu Fabra, any en què va rebre el premi de periodisme científic del CSIC. També fou el primer president de l'Associació Catalana de Comunicació Científica. És director de la revista científica Quark.
Entre altres càrrecs, és membre de la Comissió Científica del Museu de la Ciència i de la Tècnica de Catalunya, de la Comissió d'Experts de la Comissió Europea per la Cultura Científica, i comissionat per la cultura científica a l'Ajuntament de Barcelona (1998-2008).